# Motorcamping
Een motorcamping is een camping exclusief voor motorrijders. 
Dit fenomeen is ontstaan in de tijd (jaren 60-70) dat motorrijders regelmatig de toegang tot campings werd ontzegd. In Engeland heeft deze periode zelfs langer geduurd. 
De bestaansreden van motorcampings is tegenwoordig anders: de hele sfeer op de camping is minder gericht op gezinnen met kinderen en er worden op motorrijders gerichte activiteiten opgezet, zoals toer- en puzzelritten, optredens van bands en speciale themaweekenden gericht op motorrijders.
Spontaan gezamenlijk barbecueën, ritten plannen, elkaar helpen etc. hoort een beetje bij de bijzondere sfeer op een motorcamping.
In de meeste landen zijn tegenwoordig wel motorcampings te vinden.